# Trichopoda subalipes
Trichopoda subalipes là một loài ruồi trong họ Tachinidae.